# 개러스 사우스게이트
개러스 사우스게이트 경 OBE(영어: Sir Gareth Southgate OBE, 1970년 9월 3일~)은 잉글랜드의 축구 선수, 지도자로 현역 시절 포지션은 미드필더, 수비수였다. 선수 시절 크리스털 팰리스, 애스턴 빌라 FC, 미들즈브러 FC 소속으로 프로 경력을 보냈으며 국제 대회에 잉글랜드 축구 국가대표팀의 일원으로 활동했다. 선수 경력을 마감한 후 축구 지도자로 활동하며 2016년부터 2024년까지 잉글랜드 대표팀의 감독을 맡았다. 대한민국에서는 이름 Gareth를 로마자 그대로 읽은 가레스 사우스게이트로도 알려져 있다.
1990년 크리스털 팰리스 FC에서 프로 축구 선수 경력을 시작했고 1993년 크리스털 팰리스의 주장으로 선임되어 1993-94시즌 풋볼 리그 1부 우승에 기여했다. 크리스털 팰리스에서 150경기 이상 출전한 후 1995년 애스턴 빌라 FC로 이적하여 1995-96 풋볼 리그컵 우승, 2000 FA컵 준우승을 달성했고 2001년 미들즈브러 FC로 이적하여 2003–04 풋볼 리그컵 우승, 2005-06년 UEFA컵 준우승을 달성했다. 이후 2006년 35세의 나이에 축구 선수 경력을 마감했다.
1995년 잉글랜드 축구 국가대표팀에 데뷔했고 2004년까지 대표팀에서 총 57경기에 출전했다. UEFA 유로 1996에 참가하여 대표팀의 모든 경기에 출전했고 독일 축구 국가대표팀과의 준결승전에서 6번째 키커로 나와 승부차기를 실축했다. 그는 유로 1996 이후 1998년 FIFA 월드컵과 UEFA 유로 2000에도 참가했다.
선수 경력을 마감한 후 미들즈브러 FC의 감독으로 임명되어 2009년 경질되기까지 미들즈브러 감독으로 활동했다. 2013년 잉글랜드 U-21 축구 국가대표팀 감독이 되었고 2016년까지 활동한 후 2016년 샘 앨러다이스가 떠난 잉글랜드 축구 국가대표팀의 임시 감독을 맡았다. 같은 해에 잉글랜드 대표팀의 정식 감독이 되었고 대표팀의 2018년 FIFA 월드컵 준결승 진출, 2022년 FIFA 월드컵 8강 진출, UEFA 유로 2020과 UEFA 유로 2024 준우승 달성에 기여했다. 
2018년과 2021년 BBC 스포츠 올해의 스포츠인 감독상을 받았고 2018년 4등급 대영 제국 훈장 장교를 받았다. 그는 2025년 잉글랜드 대표팀 감독으로써 달성한 업적으로 찰스 3세로부터 기사 작위를 받으며 기사 작위를 받은 역대 4번째 잉글랜드 대표팀 감독이 되었다.

## 구단 경력

### 크리스털 팰리스
1988년 크리스털 팰리스 입단을 통해 프로에 입문한 후 1990-91 시즌에는 공식전 3경기 출전에 그쳤지만 1991-92 시즌부터 1994-95 시즌까지 팀의 주전으로 공식전 188경기 22골을 기록하면서 1991-92 풀멤버스컵 4강, 1992-93 EFL컵 4강, 1993-94 풋볼 리그 1부 우승, 1994-95 FA컵 4강, EFL컵 4강 진출 등에 공헌했다.

### 애스턴 빌라
1994-95 시즌을 마친 후 애스턴 빌라로 트레이드되어 2000-01 시즌까지 6시즌동안 애스턴 빌라의 주축 미드필더 겸 수비수로 공식전 243경기 8골을 기록하며 프리미어리그 1995-96 4위, 1995-96 FA컵 4강, 1995-96 EFL컵 우승, 1997-98년 UEFA 유로파리그 8강, 1999-2000 FA컵 준우승, 1999-2000 EFL컵 4강, 2000년 UEFA 인터토토컵 준결승 진출 등에 공헌했다.

### 미들즈브러 FC
2001-02 시즌부터 2005-06 시즌까지 미들즈브러 FC 소속으로 공식전 204경기 4골을 기록하며 2001-02 FA컵 4강, 2003-04 EFL컵 우승, 2005-06 FA컵 4강, 2004-05년 UEFA 유로파리그 16강, 2005-06년 UEFA 유로파리그 준우승 등에 기여한 뒤 2005-06 시즌을 끝으로 현역에서 물러났다.

## 국가대표팀 경력
잉글랜드 축구 국가대표팀의 일원이었던 사우스게이트는 1995년 12월 포르투갈과의 친선 경기에서 국제 A매치 데뷔전을 치렀다. 이듬해 자국에서 열린 UEFA 유로 1996에 출전하여 팀의 4강 진출에 일조했다.
그러나 독일과의 4강전 승부차기에서 6번 키커로 나왔으나 결정적인 순간 PK 실축으로 잉글랜드가 결승 진출에 실패하자 잉글랜드 축구팬들과 언론들은 '패배의 원흉' ,' 워터게이트, 화이트게이트, 사우스게이트'라며 온갖 비난과 질타를 쏟아냈고 심지어 가족들까지 비난과 질타를 받은 충격으로 인해 가출을 감행하기도 했지만 그제서야 비난과 질타가 도를 넘어섰다는 걸 팬들과 언론들이 깨닫고 '집으로 돌려보내자'라는 여론이 거세게 일면서 무사히 귀가할 수 있었다.
그로부터 2년 후 1998년 FIFA 월드컵 본선에도 출전했지만 팀은 아르헨티나와의 16강전에서 승부차기까지 가는 접전 끝에 패하며 8강 진출에 실패했고 그로부터 또 2년 후에 열린 UEFA 유로 2000에도 참가했으나 이 대회에서는 팀의 조별리그 탈락을 씁쓸하게 바라보았다.
그리고 2002년 FIFA 월드컵 최종 엔트리에 합류했지만 리오 퍼디낸드, 솔 캠벨 등 쟁쟁한 후배 선수들과의 주전 경쟁에서 밀려나면서 1경기도 출전하지 못했고 팀도 8강에서 세계 최강 브라질에 1-2로 역전패하며 6년만의 메이저 대회 4강 진출에 실패했으며 2004년 A매치 통산 57경기 2골의 기록을 남기고 국가대표팀 유니폼을 반납했다.

## 지도자 경력

### 미들즈브러 FC
선수 은퇴 직후 미들즈브러 FC의 감독으로 부임하며 본격적인 지도자 커리어를 시작했지만 부임 이후 2008-09 시즌까지 FA컵 3시즌 연속 8강 진출 외에는 이렇다할 성적을 거두지 못했고 오히려 프리미어리그 2008-09에서 리그 19위로 2부 리그로 강등된 것도 모자라 2부 리그에서도 프리미어리그에서의 하락세가 이어지면서 결국 감독직에서 경질되었다.

### 잉글랜드 U-21
미들즈브러 감독직에서 경질된 뒤 2013년 잉글랜드 U-21 대표팀의 사령탑으로 4년만에 현장에 복귀하여 2015년 UEFA U-21 축구 선수권 대회에서 팀을 지휘했지만 1승 2패·B조 최하위로 3회 연속 조별리그 탈락의 굴욕을 막지 못했다.

### 잉글랜드 A대표팀
2016년 서드파티와 관련된 비리 문제로 물러난 샘 앨러다이스 감독을 대신해 잉글랜드 A대표팀의 감독 대행을 맡아 잉글랜드의 잔여 A매치 경기를 지휘했고 같은 해 11월 30일 A대표팀의 정식 감독으로 선임되었다.
이후 2018년 FIFA 월드컵에서 잉글랜드의 52년만의 월드컵 4강 진출을 이끌었고 코로나19 범유행으로 1년 연기된 UEFA 유로 2020에서는 55년만의 잉글랜드의 메이저 대회 결승 진출이자 사상 첫 유로 대회 준우승을 견인했으며 2022년 FIFA 월드컵에서도 팀을 8강까지 이끌었다.
이후 UEFA 유로 2024 대회에서 다시 잉글랜드팀의 준우승에 기여했고 대회 직후 사퇴했다.

## 수상 내역

### 선수

#### 크리스털 팰리스
- 풋볼 리그 1부: 1993-94

#### 애스턴 빌라
- 풋볼 리그 컵: 1995-96

#### 미들즈브러
- 풋볼 리그 컵: 2003-04
- UEFA컵 준우승 : 2005-06

#### 잉글랜드
- 투르누아 드 프랑스 : 1997

### 감독

#### 잉글랜드
- FIFA 월드컵 4위 : 2018
- UEFA 네이션스리그 3위 : 2018-19
- UEFA 유로 준우승 : 2020, 2024
- 툴롱 토너먼트 : 2016

### 개인
- 대영제국 훈장 4등급 (OBE) : 2019
- FWA 공로상 : 2019
- BBC 올해의 스포츠 감독 : 2018, 2021
- 프리미어리그 이 달의 선수 : 2000년 1월
- 프리미어리그 이 달의 감독 : 2008년 8월
- 기사 작위 : 2025